# Persona 4 Arena
Persona 4 Arena, conhecido como Persona 4 - The Ultimate in Mayonaka Arena (ペルソナ4 ジ・アルティメット イン マヨナカアリーナ, Perusona Fō Ji Arutimetto In Mayonaka Arīna) é um jogo eletrônico de plataforma e luta desenvolvido pelas empresas japonesas Arc System Works e Atlus, em 2012, baseado na série Shin Megami Tensei: Persona.